# Lutzomyia evansi
Lutzomyia evansi är en tvåvingeart som först beskrevs av Nuñez-tovar M. 1924.  Lutzomyia evansi ingår i släktet Lutzomyia och familjen fjärilsmyggor. Inga underarter finns listade i Catalogue of Life.